# Andreas Bernig

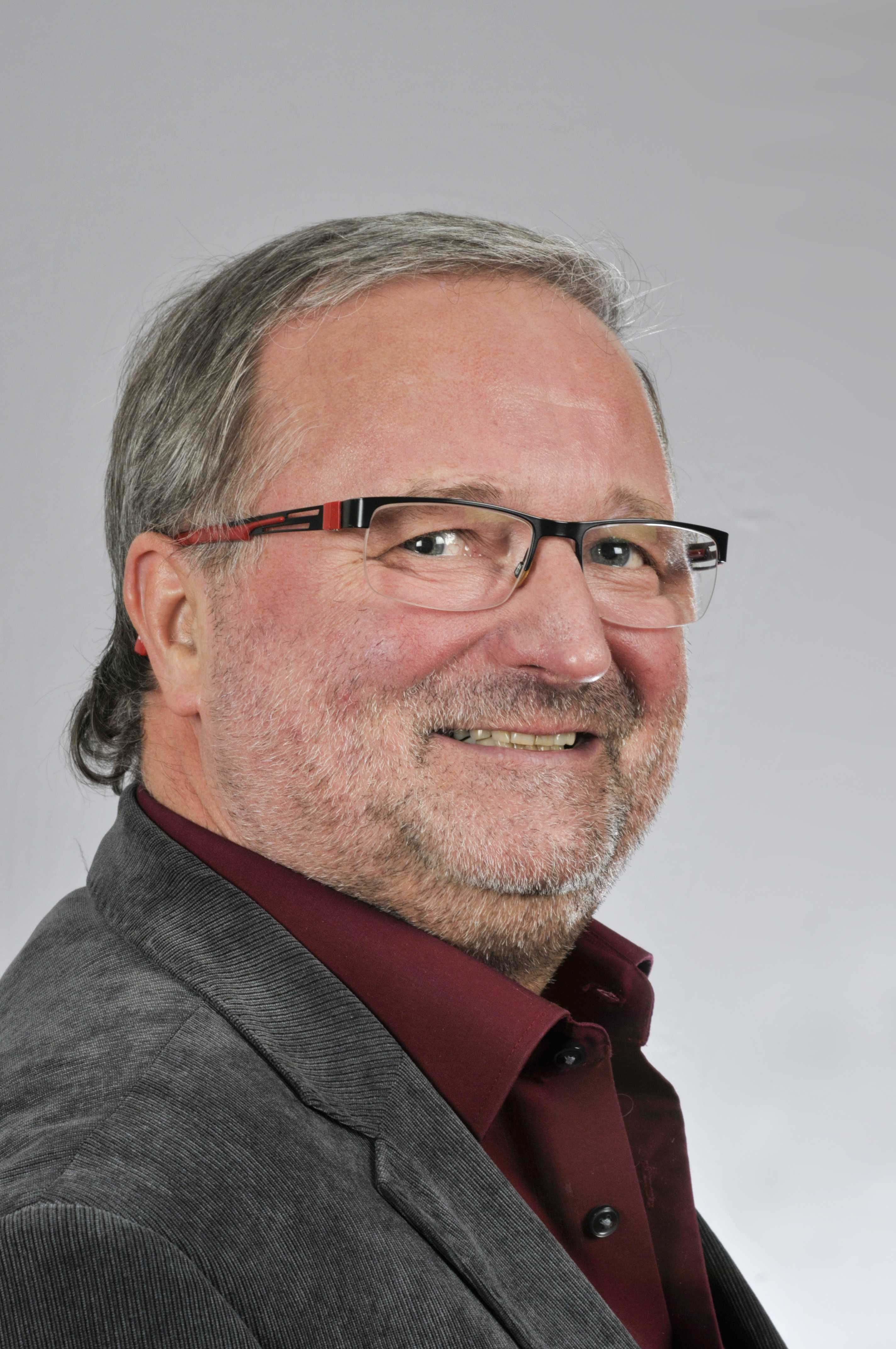
Andreas Bernig 2016

Andreas Bernig (* 14. Februar 1957 in Rostock, DDR) ist ein ehemaliger Polizist und ehemaliger deutscher Politiker (PDS, Die Linke). Er war von 2005 bis 2019 Abgeordneter im Landtag Brandenburg.

## Leben und Beruf
Nach dem Abitur diente Bernig von 1975 bis 1978 als Unteroffizier auf Zeit in der NVA, wo er eine Berufsausbildung zum Fernmeldetechniker absolvierte.
Anschließend war er bis 1980 Mitarbeiter des Rates des Bezirkes Rostock und des Rates der Stadt Rostock. Von 1980 bis 1984 studierte er Staatswissenschaften an der Akademie für Staats- und Rechtswissenschaft der DDR in Potsdam-Babelsberg und schloss es als Diplom-Staatswissenschaftler ab. In der Folgezeit arbeitete er bis 1988 dort als Wissenschaftlicher Assistent und promovierte im Mai 1988 zum Dr. rer. pol.
Am 1. Juli 1988 wurde er Angehöriger der Deutschen Volkspolizei der DDR. Im Rang eines Hauptmanns fungierte er als Oberinstrukteur für Agitation und Propaganda bei der Bezirksbehörde Potsdam der Deutschen Volkspolizei (BdVP).
Bernig war Gründungsmitglied der Gewerkschaft der Volkspolizei (GdVP) im Bezirk Potsdam und vom 1. April 1990 bis zu ihrer Auflösung im Oktober 1990 auch stellvertretender Vorsitzender der GdVP der DDR. Seit 1991 ist er Mitglied im Geschäftsführenden Landesbezirksvorstand der Gewerkschaft der Polizei des Landes Brandenburg.
1990 wurde er in die Polizei Brandenburg übernommen und im März 1994 zum Verwaltungsbeamten im Polizeipräsidium Potsdam ernannt. Von Mai 1991 bis zu seinem Einzug in den Landtag im Oktober 2005 war er Vorsitzender des Polizei-Hauptpersonalrats beim Ministerium des Innern des Landes Brandenburg.
Er ist verheiratet, hat drei Kinder sowie zwei Stiefkinder und wohnt in Göhlsdorf.

## Politik
Bernig war von 1975 bis 1990 Mitglied der SED. 2000 wurde er Mitglied der PDS und war von 2007 bis 2016 Mitglied des Die Linke-Landesvorstandes.
Bei der Landtagswahl 2004 trat Bernig als Bewerber um das Direktmandat im Wahlkreis 19 Potsdam-Mittelmark III/Potsdam III an, verpasste jedoch zunächst den Einzug in den Landtag. Er rückte im Oktober 2005 für Dagmar Enkelmann nach, die in den Bundestag gewählt worden war. Er wurde Sprecher für ein Tolerantes Brandenburg, gegen Rechtsextremismus und Mitglied der Ausschüsse für Inneres (2005–2009), für Arbeit, Soziales, Frauen und Familie (2009) und für Europaangelegenheiten und Entwicklungspolitik (2013) für die Linksfraktion im Brandenburger Landtag. Bei der Landtagswahl in Brandenburg 2009 konnte er erneut über die Landesliste seiner Partei in den Landtag einziehen. Er war seitdem Sprecher für Arbeitsmarktpolitik und Gewerkschaften. Bei der Landtagswahl 2014 trat er im Wahlkreis 16 Brandenburg an der Havel I/Potsdam-Mittelmark I an und war bis September 2019 weiter Mitglied des Landtages.
Seine Wiedereingliederung in die Polizei scheiterte an Umständen, die zu seiner vorzeitigen Zurruhesetzung wegen Dienstunfähigkeit führten. Seit März 2021 ist er Pensionär.
Von 2003 bis 2024 war er auch Gemeindevertreter in der Gemeinde Kloster Lehnin und von 2013 bis 2024 in Potsdam-Mittelmark Kreistagsabgeordneter. 2024 kandidierte nur für die Liste „Bürger für Kloster Lehnin“ bei der Ortsbeiratswahl des Ortsteiles Göhlsdorf und wurde gewählt.